# 赫爾備忘錄
赫爾備忘錄（Hull note）是太平洋戰爭開戰之前，美國在1941年（昭和16年）11月26日對日本提出的一個交涉文書。名稱來自於時任美國國務卿科德尔·赫尔。
在珍珠港事件之前，美日關係就已經因抗日戰爭中美國支援中華民國政府和日本進駐法屬印度支那等問題而緊張。1941年開始，美日兩國進行了持續的外交交涉。赫爾備忘錄的內容包括日本全面從中國和法屬印度支那撤軍，承認重慶國民政府，美日互相解除資產凍結等內容。日本視該備忘錄是美國對日的最後通牒並拒絕接受，因此引發了太平洋戰爭。